# فلاديمير ميكوف
فلاديمير ميكوف (بالصربية: Владимир Мицов) مواليد 16 أبريل 1985 في بلغراد، جمهورية صربيا الاشتراكية، هو لاعب كرة سلة صربي. بدأ مسيرته الاحترافية في سنة 2001. يحمل الرقم 5. يبلغ طوله 6 قدم 7 بوصة (2.0 م).

## المسيرة الاحترافية
لعب مع نادي ريد ستار لكرة السلة في موسم 2002–2003، ثم لعب مع نادي بودوشنوست لكرة السلة من سنة 2005 إلى 2007، ثم لعب مع نادي بارتيزان لكرة السلة في سنة 2007، ثم لعب مع نادي بانيونيس لكرة السلة في سنة 2009، ثم لعب مع ساسكي باسكونيا في الدوري الإسباني في موسم 2009–2010، ثم لعب مع بالاكانسترو كانتو في الدوري الإيطالي من سنة 2010 إلى 2012.

## إحصائيات المسيرة

### الدوري الأوروبي
| السنة   | الفريق                     | لعب | بدأ | دقيقة | ميداني% | ثلاثية | حرة  | ارتداد | صنع | استلاب | تصدي | نقطة | أداء |
| ------- | -------------------------- | --- | --- | ----- | ------- | ------ | ---- | ------ | --- | ------ | ---- | ---- | ---- |
| 2009–10 | ساسكي باسكونيا             | 7   | 2   | 15.8  | .647    | .500   | .455 | 2.9    | .9  | .1     | .0   | 4.1  | 6.9  |
| 2011–12 | بالاكانسترو كانتو          | 14  | 14  | 28.8  | .408    | .394   | .857 | 4.1    | 3.2 | 1.1    | .4   | 10.4 | 12.1 |
| 2012–13 | نادي سسكا موسكو لكرة السلة | 30  | 7   | 21.9  | .437    | .420   | .607 | 2.7    | 1.7 | .6     | .2   | 7.6  | 7.0  |
| 2013–14 | نادي سسكا موسكو لكرة السلة | 31  | 10  | 20.7  | .464    | .488   | .778 | 2.9    | 1.3 | .5     | .2   | 7.7  | 8.3  |
| 2014–15 | غلطة سراي لكرة السلة       | 20  | 20  | 28.3  | .395    | .311   | .843 | 3.0    | 2.3 | .7     | .1   | 9.9  | 9.7  |
| المسيرة |                            | 102 | 53  | 23.3  | .434    | .414   | .765 | 3.0    | 1.8 | .6     | .2   | 8.2  | 8.6  |

## روابط خارجية
- فلاديمير ميكوف على موقع الاتحاد الدولي لكرة السلة (الإنجليزية)
- فلاديمير ميكوف على موقع الدوري الأوروبي لكرة السلة (الإنجليزية)
- فلاديمير ميكوف على موقع الدوري الإسباني لكرة السلة (الإسبانية)
- فلاديمير ميكوف على موقع كرة السلة الأوروبية.كوم (الإنجليزية)
- فلاديمير ميكوف على موقع ريلجم (الإنجليزية)
- فلاديمير ميكوف على موقع بروبوليرز (الإنجليزية)
- فلاديمير ميكوف على موقع سبورتس رفرنس (الإنجليزية)